# Съветник (1863 – 1870)
Вижте пояснителната страница за други значения на Съветник.
„Съветник“ с подзаглавие Народен българский вестник е български седмичен обществено-политически вестник, който излиза в османската столица Цариград от 25 март 1863 до 9 януари 1865 година.
Във вестника излизат материали за българското просветно дело, по културни въпроси и художествени произведения. Редактори на вестника са Никола Михайловски и Тодор Бурмов. В него пишат Мина Пашов, Гаврил Кръстевич, Иван Богоров, Марко Балабанов, Захари Струмски, Петко Славейков, Васил Друмев, Стоян Чомаков. Вестникът е на умерени консервативни позиции и се бори за мирно просветно развитие на нацията в рамките на Османската империя. По Църковния въпрос се противопоставя както на идеята за уния, така и изобщо на отделянето от Цариградската патриаршия, но изнася данни за антибългарската ѝ дейност. Полемизира с „Българска пчела“, „Гайда“ и „Турция“. Привърженици на това течение са Найден Геров, както и Одеското българско настоятелство и Добродетелната дружина. След спирането му в 1865 година, орган на консерваторите става вестник „Время“.
На 27 октомври 1870 година излиза отново единствен брой на „Съветник“, редактиран от Стоян Чомаков, който защитава либералните идеи за демократично устройство на новата българска църква и сменяем екзарх. В него излиза и стихотворението „Песен на Ризата“ от Томас Худ, преведено от Петко Горбанов.
|                                                            |  |  |  |
| Последният брой на вестник „Съветник“, 27 октомври 1870 г. |  |  |  |